# 駒井志づ子
駒井 志づ子 （こまい しづこ、1903年（明治36年）2月18日 - 1978年（昭和53年）1月2日）は、大正・昭和期に活動した、石川県出身の女性運動家、政治家、歌人。
1951年（昭和26年）に女性初の石川県議会議員となり、以降5期25年にわたって在任した。

## 経歴・人物
当時金沢市議会議員（後の第6代金沢市長）であった飯尾次郎三郎の長女として生まれる。
1918年（大正7年）、石川県立金沢第一高等女学校（現在の金沢二水高等学校）を卒業。
1920年（大正9年）に法学士の駒井粂吉と結婚したが、1934年（昭和9年）に死別した。夫の粂吉は、読書家で政治に関心を持っており、このことが妻の志づ子にも影響を与えたとされる。夫の死の翌年である1935年（昭和10年）、金沢市に駒井機業場を創設したが、1941年（昭和16年）に企業整理のため、閉鎖した。同年、大阪で油脂製造業を始めたが、間もなく廃業。戦後の1946年（昭和21年）出版社「太陽の友社」を創立したが、3年後に廃業。1951年（昭和26年）印刷用ローラー機械製造会社「三誠社」を創立し、社長となった。
女性参政権獲得運動に参加する以前から、歌人今井邦子の指導を受けて短歌をつくっていた。
1925年（大正14年）には米山久子（のちの米山久）らとともに、短歌のグループ「紫光社」を結成し、1929年（昭和3年）には共著歌集「心絃」を刊行している。
紫光社はその後、石川県における女性参政権運動の推進母体となっていった。
1928年（昭和3年）、市川房枝や久布白落実らが中心となって活動していた団体「婦選獲得同盟」の金沢支部を、米山久子らと結成する。これは、新潟支部に次ぎ、全国で2番目に誕生した同同盟の地方支部である。
1929年（昭和4年）に行われた金沢支部発会式では、駒井が支部長に選出された。金沢支部は、1930年（昭和5年）に北陸婦選大会を主催するという成果をあげたが、満州事変以降は転換を迫られ、1940年（昭和15年）解散に追い込まれた。
戦後は、1945年（昭和20年）11月に結成された「石川婦人協会」の発起人の一人となった。
また、1948年に結成された「石川県地域婦人団体連絡協議会」の会長を、1959年（昭和34年）までの11年間連続してつとめた。駒井は、1956年（昭和31年）に売春防止法が公布されると、会の運動方針として売春問題を取り上げ、同法の推進や啓蒙活動を行った。
1951年（昭和26年）には、民主党に所属し、女性として初めて石川県議会議員に当選、教育・民主・決算の各委員となった。
1955年（昭和30年）の保守合同以降は自由民主党に所属。同年に再選され、厚生・決算・教育の各委員および厚生委員長となった。1959年（昭和34年）に3選され厚生委員および厚生・決算委員長となり、1962年（昭和37年）には副議長に選任された。翌1963年（昭和38年）の選挙で落選。1967年（昭和42年）の選挙で復帰し、厚生委員長となった。1971年（昭和46年）の選挙で再選、1975年（昭和50年）に県議を引退した。
1973年（昭和48年）に勲五等宝冠章を受章。
1978年（昭和53年）、74歳で死去。